# GRID Autosport
GRID Autosport est un jeu vidéo de course réalisé par Codemasters pour Windows, PlayStation 3, Xbox 360, Nintendo Switch, Linux et macOS. C'est le neuvième jeu de la série TOCA et le troisième de la sous-série GRID. Avec ce nouveau jeu, Codemasters veut ramener la série GRID vers des « jeux de course plus authentiques », car selon eux, son prédécesseur GRID 2 n'a pas été bien reçu par les fans.
Le jeu sort initialement le 24 juin 2014 sur Windows, PlayStation 3 et Xbox 360. Il est ensuite porté par Feral Interactive et sort le 10 décembre 2015 sur Linux et macOS. Feral travaille actuellement aussi sur un portage pour iOS et Android dont la sortie est prévue pour l'automne 2017. Le jeu est également rétrocompatible sur Xbox One depuis le 26 juin 2018. Enfin, une version sur Nintendo Switch est disponible depuis le depuis le 19 septembre 2019.

## Système de jeu
Souhaitant revenir vers un modèle plus proche du premier episode, Codemasters décida de revoir sa copie pour la série GRID. Autosport est une refonte du second épisode avec du contenu supplémentaire exporté des deux épisodes précédents et quelques ajouts exclusifs.
Ainsi le pilotage est orienté vers un axe plus simulation qu'arcade. La dérive (ou drift) par exemple est toujours possible mais nécessite une maîtrise bien plus pointue et surtout fait perdre de précieuses secondes. De fait, omniprésente dans Grid 2, elle n'est à privilégier que dans les épreuves lui étant dédiées sur Autosport.
L'une des critiques les plus acerbes fut levée avec le retour de la vue cockpit (floutée cependant) ainsi que d'une vue pare-brise.
Six DLCs furent vendus postérieurement à la sortie du jeu.
Il y a possibilité sur Nintendo Switch de télécharger un pack de texture HD, pesant 2,8 Go.

## Circuits
Zone Amérique du Nord :
- San Francisco
- Washington
- Chicago
- Indianapolis
- Circuit of the Americas
- Big Sur CS
- Mont Tremblant

Zone Asie :
- Sepang
- Hong Kong CS
- Okutama
- Okutama CS
- Dubaï
- Yas Marina
- Mount Panorama

Zone Europe :
- Spa-Francorchamps
- Côte d'Azur CS
- Paris
- Barcelone
- Jarama
- Hockenheim
- Red Bull Ring
- Istanbul
- Algarve
- Brands Hatch
- Donington
- Silverstone

Fictif :
- Autosport (basé sur le tracé de Pocono Raceway)
- Détroit Stadium

CS : Course Sprint
Stadium : Demolition Derby

## Véhicules
Europe 
- ADC Presteza-14 F
- Alfa Romeo 155
- Alfa Romeo 4C
- Alfa Romeo 8C Competizione
- Alfa Romeo Giulietta
- Ariel Atom (2 variantes)
- Aston Martin One-77
- Aston Martin Vanquish
- Aston Martin V12 Zagato (2 variantes)
- Audi A4 quattro
- Audi R8 LMS
- Audi RS5 (2 variantes)
- Austin Mini Miglia
- BMW 1 M Coupe
- BMW M3 E30 (2 variantes)
- BMW 320 TC WTCC
- BMW M3 E92
- BMW Z4 GT3
- Bugatti Veyron Super Sport
- Caparo T1
- Caterham-Lola SP/300.R
- Dallara DW12
- Dallara F312
- Koenigsegg Agera R
- KTM X-Bow R
- Jaguar XKR-S
- Lancia Delta Integrale
- Lola B05/52
- Lola B12/80
- McLaren F1 GT
- McLaren F1 GTR
- McLaren MP4-12C (2 variantes)
- McLaren P1
- Mercedes-Benz C63 AMG (2 variantes)
- Mercedes-Benz SL 65 AMG
- Mercedes-Benz SLR McLaren 722 Edition
- Mercedes-Benz SLS AMG (2 variantes)
- Mini John Cooper Works Challenge
- Mini John Cooper Works GP II
- Pagani Huayra
- Pagani Zonda Revolucion
- Peugeot 408
- VW Golf R
- Volvo 850 Super Touring
- Zenvo ST1

Japon/Australie
- 5zigen Civic
- Honda Civic
- Honda HSV-010 GT
- Honda NSX-R
- Honda Integra DC5
- Holden Commodore (2 variantes dont UTE)
- Honda S2000 (2 variantes)
- Hyundai Genesis Coupe
- Mazda 787B
- Mazda Furai
- Mazda RX-7 (3 variantes)
- Mitsubishi Lancer D1GP
- Nissan Skyline (R32) (2 variantes)
- Nissan Skyline (R34)
- Nissan Silvia (3 variantes)
- Nissan GT-R
- Nissan GT-R Super GT
- Nissan 350Z
- Nissan 370Z
- Subaru Impreza
- Subaru BRZ

États-Unis
- Cadillac CTS-V Coupe
- Chevrolet Camaro MkV (3 variantes)
- Dodge Challenger
- Dodge Charger
- Dodge Charger Funny Car
- Dodge Viper GTS
- Ford Falcon (2 variantes dont UTE)
- Ford Focus ST (2 variantes)
- Ford GT40
- Ford Mustang MkV (2 variantes)
- Ford Sierra RS Cosworth (2 variantes)
- Jupiter Condor F
- Jupiter Eagleray MkV F
- Plymouth 'Cuda Funny Car
- Shelby Cobra Daytona Coupé

F : Véhicule fictif
Les variantes peuvent concerner des modèles déclinés en versions GT, Drift, DTM, Modified ou UTE.

## Volants supportés
| Logitech     | Logitech DriveFX Logitech G920 Driving Force                                     |
| Microsoft    | Microsoft Xbox 360 Wireless Racing Wheel Microsoft Xbox 360 Wireless Speed Wheel |
| Thrustmaster | Thrustmaster Ferrari 458 Italia Thrustmaster TX Racing Wheel Thrustmaster TS 150 |

## Accueil
GRID Autosport a reçu des critiques correctes. Jeuxvideo.com lui donne une note de 14/20 sur PC et de 13/20 sur consoles. Canard PC lui attribue 6/10.